# Jornal da Tarde (São Paulo)
Jornal da Tarde, ou apenas JT, foi um jornal diário da cidade de São Paulo, Brasil. O periódico circulou de forma impressa por quase 50 anos. Sua primeira edição circulou em 4 de janeiro de 1966.  A última edição da versão impressa, foi em 31 de outubro de 2012. Inicialmente vespertino, passou a ser matutino em 1988, em função da piora no trânsito da cidade, que atrasava a distribuição no começo da tarde. O JT foi um dos jornais que apostaram na escola do new journalism americano, de Gay Talese e Truman Capote.

## História

### Edição de Esportes
Surgida em 14 de setembro de 1964, a Edição de Esportes era publicada pelo Grupo Estado nos domingos à noite, como forma de compensar o fato de o jornal O Estado de S. Paulo não circular às segundas-feiras, para cobrir os acontecimentos esportivos do domingo. O jornal apresentou grandes mudanças, como inovação gráfica, uso de máquinas de telefoto e textos diferenciados. Nos textos foram quebrados tabus como a utilização da palavra "gol" (costumava-se escrever "ponto") e marcas de carros que concorriam em Interlagos, o que era até então considerado publicidade. A Edição de Esportes conquistou um Prêmio Esso, em 1965, por uma reportagem sobre o futebol no interior de São Paulo, de autoria de Hamilton de Almeida e Tão Gomes Pinto. Mino Carta, que comandou tanto a Edição de Esportes como o início do JT, disse em 1991 que "era natural que um dia a Edição de Esportes fosse absorvida pelo Jornal da Tarde, o que não ocorreu de imediato". Apesar de ambas as publicações terem convivido por alguns anos, a Edição de Esportes é considerada um "laboratório" para a criação do JT.

### Concepção e lançamento
O JT foi concebido e idealizado por Mino Carta, com o auxílio de Murilo Felisberto. Eles foram incumbidos pela família Mesquita, de O Estado de S. Paulo, para criar um novo modelo de jornal no Brasil, diferente do tradicional, buscando inspiração no intenso movimento cultural e nas mudanças de comportamento que ocorriam na segunda metade da década de 1960. Sua primeira manchete, por exemplo, passou longe da política e da economia, assuntos que quase invariavelmente marcavam as manchetes dos outros jornais: "Pelé casa (sic) no Carnaval". Essa manchete representou ainda a primeira vez que um veículo de comunicação publicou o nome da noiva, Rosemere dos Reis Cholbi, até então mantido em segredo pelo jogador, embora a foto mostrada na capa fosse da irmã da noiva, o que só se descobriria no dia seguinte. A política também tinha o seu espaço, mas com um enfoque mais informal que o do Estado, como na manchete publicada em 1966 para "comemorar" a saída de Ademar de Barros do governo do estado: "É um prazer ver este senhor pelas costas".
Apesar do "generoso" orçamento inicial, a empresa previa que o jornal fosse deficitário em seus primeiros anos. O jornal só alcançou sua emancipação econômico-financeira no final de seu décimo-primeiro ano, quando já era o maior vespertino paulista. Essa emancipação permitiu que fosse eliminada a tabela de anúncios conjugados com O Estado de S. Paulo, embora tal tabela acabasse sendo retomada anos mais tarde.
Os jornalistas da redação, em sua maioria muito mais jovens que a média de outras redações, começaram a publicar edições experimentais conhecidas como "número zero" já em dezembro de 1965, um mês antes do lançamento, embora a Edição de Esportes tenha servido como laboratório. A cada edição gerada seguia-se um debate, com correção diária de rumo e de visão, em busca do que seria o produto final, que inicialmente seria baseado no vespertino francês France Soir, mas que progressivamente foi abandonado como modelo. A preocupação, de acordo com o diretor Ruy Mesquita, era "fazer alguma coisa que seria um misto entre um jornal diário e uma revista semanal". O primeiro editorial definiu a nova publicação como de "estilo vibrante, irreverente, de um vespertino moderno que visa a atingir um público diferente daquele que, normalmente, lê apenas os matutinos".
Com nova linguagem gráfica, claramente contrastando com o visual quase padronizado dos jornais da época, muitas vezes eram os próprios editores que cuidavam do desenho das páginas, ao contrário de outros jornais em que essas tarefas eram exclusivas dos diagramadores e diretores de arte. Os repórteres não só tinham permissão, como eram encorajados a escrever textos mais próximos do estilo literário, inclusive na reportagem policial, com narração semelhante a um romance policial.
A juventude da redação do JT era evidenciada pela diferença em relação à redação do Estado, que ficava do outro lado de um corredor no quinto andar do prédio onde ficava à época o Grupo Estado, na Rua Major Quedinho, no centro de São Paulo. Enquanto a primeira era muito barulhenta, com todos vestindo jeans e alguns até calçando sandálias, na segunda imperava o silêncio e todos, mais velhos ou mais jovens, usavam gravatas. O corredor que dividia as redações era conhecido como "túnel do tempo", e a redação do JT era conhecida do outro lado do corredor como "os meninos do Ruy", em referência ao diretor do jornal, Ruy Mesquita.
A fase inicial, considerada por Ruy Mesquita como "a mais brilhante" da história do jornal, encerrou-se em meados dos anos 1970, quando o jornal teve de restringir seus gastos, não pôde mais investir apenas em poucos assuntos importantes e planejar grandes reportagens e perdeu o jeito de revista.

### Censura
A primeira briga com o governo veio já no primeiro ano de vida do jornal, que culminou em uma manchete que escancarava uma ameaça de censura, em 23 de dezembro de 1966: "Ditador quer calar a Imprensa". Dois anos depois o governo quis impedir o jornal de publicar matéria sobre a crise no Congresso Nacional que resultaria no AI-5, o que foi rechaçado por telefone pelo diretor Ruy Mesquita, gerando reação da Polícia Federal, que bloqueou a saída do jornal pela Rua Major Quedinho. O jornal seguia sendo impresso, mas os agentes diziam: "Pode rodar, mas distribuir não vai." Pouco depois eles descobriram que o jornal estava nas bancas, e o próprio general Sílvio Corrêa de Andrade, chefe da DPF, saiu para recolher nas bancas os exemplares, que estavam saindo pela Rua Martins Fontes, oposta à Major Quedinho, por outra esteira.
Na década seguinte o jornal sofreu, assim como seus concorrentes, censura na redação, por causa da ditadura militar então em vigor no Brasil. Por iniciativa de Ruy Mesquita, notícias censuradas passaram a ser substituídas por receitas que não funcionavam (não apenas como maneira de protesto, mas também porque nem sempre a receita cabia no espaço deixado pela censura) ou com títulos irônicos (por exemplo, "Aves à passarinho", em referência ao então senador Jarbas Passarinho). O título que fez mais sucesso foi "Lauto Pastel", crítica ao então governador paulista Laudo Natel.
Em junho de 2008 o jornal classificou como censura uma decisão judicial que o impediu por alguns dias de publicar matéria com supostas irregularidades no Conselho Regional de Medicina de São Paulo. Em julho do ano seguinte nova decisão judicial, pedida pelo empresário Fernando Sarney e dada pelo desembargador Dávio Vieira, impediu o Estado de publicar reportagens sobre a Operação Faktor, da Polícia Federal, mais conhecida como "Operação Boi Barrica", o que também foi classificado como censura pelo jornal. A decisão só seria revogada nove anos depois, em novembro de 2018.

### Inovações e suplementos
Por decisão de Murilo Felisberto, que substituiu Mino Carta na direção do jornal, o JT foi o primeiro jornal brasileiro a possuir oficialmente um editor de fotografia, Milton Ferraz. Foi ainda o primeiro jornal latino-americano a adotar a ecologia como causa, feito reconhecido pela Comissão das Nações Unidas para o Meio-Ambiente e Desenvolvimento.
Além disso, o jornal criou primeiras páginas consideradas históricas. Numa delas o ex-presidente da República Jânio Quadros aparece numa foto de página inteira visivelmente embriagado e noutra um garoto é mostrado entre lágrimas, também em página inteira, por conta da eliminação da seleção brasileira pela Itália na Copa do Mundo de 1982. Sem usar fotos, mas com caricaturas do político Paulo Maluf, o jornal fez uma série de capas em 1983, em que o nariz de Maluf crescia a cada edição, por causa dos prejuízos da Paulipetro. O jornal ainda publicou capas conceituais, com uma grande imagem sem manchete ou uma em que quatro assuntos eram apresentados com o mesmo destaque e a manchete pedia "ajuda" ao leitor: "Escolha aqui a sua grande manchete". Por esse conceito inovador, o JT passou a ser, segundo o diretor Sandro Vaia, "objeto do desejo dos jornalistas". Suas capas históricas já foram expostas no Masp.

#### "Seu Bolso"
No início o jornal abordava assuntos econômicos geralmente apenas quando se tratavam de aumentos de preços e salários, mas o "Milagre Econômico", a primeira crise do petróleo e a censura então em vigor — que impedia que diversas notícias sobre política fossem publicadas e mutilava outras tantas — foram os principais motivos para a criação de uma seção de Economia, em 1974, chefiada por Celso Ming. Com ele, reportagens especiais sobre temas específicos mereceram destaque, como um encarte especial sobre compra de imóveis, publicado em agosto de 1976. A seção deu um Prêmio Esso ao jornal, com uma matéria de Ming mostrando a falência da Previdência Social.
Em junho de 1981, período de grande instabilidade econômica no País, foi lançada a seção "Seu Dinheiro", sobre finanças pessoais, inicialmente chamada de "Entenda Economia" e publicada em uma página. A seção fora idealizada quando da criação da editoria de Economia, sete anos antes, e mais tarde projetada por Luis Nassif. A arte da primeira página foi idealizada pelo então redator-chefe Fernando Mitre, que definiu a seção como "um divirtão trágico", em oposição à seção "Divirta-se".
A seção circularia às segundas-feiras com orientações financeiras populares, escritas com um didatismo que Ming compararia mais tarde a "ensinar a pescar, em vez de entregar o peixe limpo e enfarinhado". Apesar de conter textos mais longos, a seção só ganharia uma segunda página a partir de fevereiro de 1983 e tornar-se-ia diária a partir de abril de 1987. As principais coberturas deram-se entre 1986 e 1990, com seguidas trocas de moeda no Brasil, e, a partir da última delas, o Plano Collor, em março de 1990, "Seu Dinheiro" tornou-se um suplemento, o que só não ocorreu antes por causa das limitações ao consumo de papel impostas justamente pelas crises econômicas. Não demorou para diversos jornais passarem a ter colunas ou seções similares. O suplemento, que entre os anos 1990 e 2000 foi publicado às terças-feiras em formato tabloide, tornou-se um caderno diário, agora chamado "Seu Bolso", em 2008.

#### "Divirta-se" e "Caderno de Sábado"
Outro suplemento que marcou a história do jornal é o "Divirta-se", publicado como página diária já no primeiro número, com a proposta de descobrir alternativas culturais "para o leitor driblar a rotina". Em 20 de agosto de 1970 a seção passou a ter duas páginas diárias e, mais tarde, passaria a ter mais espaço aos fins de semana, até virar um suplemento semanal, publicado às sextas-feiras, em 7 de junho de 1985, com indicações para o fim de semana. A seção de Variedades, que por períodos na história do jornal foi substituída às sextas-feiras pelo "Divirta-se", foi pioneira em colocar informações sobre filmes exibidos na televisão e sobre o mercado de vídeo. O "Divirta-se" continuou saindo em formato pequeno e grampeado, às sextas-feiras, de 21 de maio de 2004 até o fim do jornal, com ocasionais edições especiais quando de grandes eventos na cidade. O Estadão passou a usar o mesmo nome em seu guia semanal a partir de 19 de março de 2010.
Na segunda metade dos anos 1970 o JT passou a ser publicado em dois cadernos, e o segundo foi batizado de "O seu caderno de Programas e Leituras". Mais tarde a redação pressionou pela economia de palavras, e o título passou a ser "Caderno de Sábado". A iniciativa do caderno, que continha ensaios e textos, foi de Ruy Mesquita, que o considerava "uma publicação das mais importantes na cidade no campo da cultura". Em 10 de março de 1996 pela primeira vez o jornal passou a ter edições aos domingos. Nessa estreia, publicou um caderno chamado "Domingo", que teve vida curta, sendo depois incorporado ao primeiro caderno — depois sumiu.

#### "Jornal do Carro"
Em 4 de agosto de 1982, uma quarta-feira, foi lançado, também por Nassif, o suplemento "Jornal do Carro", sobre veículos, com 16 páginas e o mesmo formato tabloide que mantém até hoje. Foi baseado numa coluna de mesmo nome que o jornal publicava desde o primeiro número. Nessa coluna, em 1967, já tinha sido publicado um "furo", com fotos da primeira limusine brasileira, a Itamaraty Executivo, fabricada pela Willys Overland. As fotos foram conseguidas com o aluguel de um helicóptero, e os seguranças presentes ao evento, numa chácara fechada na Rodovia Anchieta, tentaram esconder o carro com o corpo, alguns até tirando a roupa na esperança de que assim as fotos não fossem publicadas. Publicado inicialmente uma vez por quinzena, passou depois a ser publicado todas as quartas-feiras e, desde os anos 2000, também aos sábados. A partir da edição de 27 de outubro de 2010 passou a circular também com O Estado de S. Paulo.
Já nos primeiros meses o suplemento conquistou seu primeiro prêmio, o Prêmio Abraciclo, setorial, por uma reportagem sobre condução de motos com segurança. A partir de agosto de 1987 o suplemento passou a ter cores nas capas e em eventuais páginas internas, uma inovação para a época, e a ser dividido em cadernos, para separar assuntos e também classificados. Sua tabela de preços, que começou com 34 modelos de automóveis e seis de motocicletas, em um total de três mil cotações, tornou-se referência no mercado. Como o "Jornal do Carro" seguia sendo o suplemento automotivo mais lido em São Paulo, quando o JT deixou de ser publicado ele migrou para o Estado. Segundo estimativas divulgadas pelo jornal, nas primeiras semanas a procura pelo Estado às quartas-feiras teria crescido 400%.

#### "Edição de Esportes"
Às segundas-feiras, a partir de agosto de 2003, foi publicada a "Edição de Esportes", caderno em formato tabloide que abordava a rodada do fim de semana no mundo esportivo (o caderno já tinha sido publicado em formato tabloide na primeira metade da década de 1970). Com numeração separada mantida até 2008, foi colecionado por diversos leitores, que ligavam para a redação procurando números faltantes, inclusive os chamados "números zero", que não foram às bancas. A númeração separada foi mantida até 1 de abril de 2008. A partir do dia seguinte, todas as edições do caderno de esportes do jornal passaram a ser em formato tabloide, e a numeração separada das edições de segunda-feira deixou de fazer sentido.
O caderno era herança direta da Edição de Esportes, que circulava também às segundas-feiras nos anos 1970 e 1980 e é considerada por Paulo Vinicius Coelho "o melhor exemplo de cobertura esportiva" da época. Nesse tempo, o JT "arrasava em vendas às segundas-feiras" e tinha uma cobertura mais completa das rodadas de meio de semana, porque seu horário de fechamento era posterior ao dos outros jornais. Chegou até a instituir o Troféu Jornal da Tarde, a ser entregue à equipe com o ataque mais positivo no Campeonato Paulista nos anos 1980.
Em 1994 e entre 2002 e 2005, o JT conquistou o prêmio anual da Aceesp (Associação de Cronistas Esportivos do Estado de São Paulo) como melhor equipe. O JT também é citado pelo autor José Eduardo de Carvalho como uma das publicações responsáveis por levar o esporte "da cozinha para a sala de estar".
A marca "Edição de Esportes" também foi levada para O Estado com o fim do JT, inicialmente dando nome ao caderno de Esportes às segundas, aos sábados e aos domingos. Em 2015, passou a ser publicada apenas às segundas e aos domingos.

#### Outros suplementos
O Grupo Estado empenhou-se ao longo dos anos 2000 na recuperação de mercado do JT, tentando imprimir-lhe a imagem de um jornal de mais facil leitura, ágil e defensor do leitor e do cidadão. Em 5 de abril de 2006, o jornal sofreu sua última grande reforma gráfica e passou a dar mais destaque à prestação de serviços. Em sua redação, foi reunida uma equipe de reportagem policial que contava com nomes como Ivan Ventura, Josmar Jozino e Marinês Campos. Nessa reforma gráfica foi reintroduzido um caderno falando de estilo de vida, chamado "Revista JT", que, apesar do nome, não era uma revista, mas um caderno em formato tabloide, grampeado, em papel semelhante ao sulfite. O suplemento era herança do caderno "Modo de Vida", publicado a partir de 1975 em uma página interna e a partir de 1985 como caderno, às quintas-feiras. O próprio "Modo de Vida" já era herança da seção "Viver", que, por sua vez, tivera origem na seção feminina "Agora É que São Elas", publicada desde o segundo mês de vida do jornal. Ao contrário de seus antecessores, o "Revista JT" não durou muito.
Em 2 de abril de 2008, mais uma reforma gráfica, baseada na anterior, teve como grandes novidades o caderno de esportes em formato tabloide ao longo de todos os dias da semana e a mudança de nome do caderno "Seu Dinheiro" que passou a ser diário, sob o nome de "Seu bolso". De acordo com a edição do dia seguinte, as mudanças foram aprovadas pela maioria dos leitores.
O jornal ainda publicava, às quintas-feiras, os cadernos "Link", originalmente "Informática", criado no início dos anos 1990 e rebatizado em meados dos anos 2000, e "Turismo", que estreou em 14 de dezembro de 1989 depois de ser apenas uma página semanal por alguns anos. Ambos os cadernos deixaram de ser publicados nos anos 2010.

### Estrutura
Até 1988 o JT fechava às 4 horas, só circulava depois das 10h30 da manhã, não tinha assinaturas e era deficitário. Uma reestruturação da empresa mudou tudo isso, e o jornal saiu do vermelho já no primeiro ano após a mudança, embora o novo fechamento, às 23 horas, tenha feito com que o jornal fosse fechado "na correria". Três anos depois o jornal passou a buscar mercados mais específicos, o que geraria diversas mudanças de rumo ao longo das duas décadas seguintes. "O JT se colocando em um segmento do mercado, provavelmente será imbatível", dizia o então diretor-superintendente do Grupo Estado, Francisco Mesquita, em janeiro de 1991, sem especificar a que segmento se referia. "Aliás, ele terá de ser, obrigatoriamente, líder nesse segmento prioritário. Nos outros, ele entrará naturalmente, sem essa preocupação de liderança."

### Polêmicas
A tira de quadrinhos Zé do Boné, publicada por décadas pelo jornal, gerou um processo de um advogado que se sentiu ofendido por uma piada em junho de 1980. Em dezembro de 1990 o então governador de São Paulo Orestes Quércia disse que o JT não tinha "autoridade moral" para criticá-lo porque "vive subvencionado pela prostituição", em referência a anúncios de garotas de programa publicados nos classificados do jornal. O episódio motivou um editorial criticando o governador e os "prostitutos da política".
Uma entrevista com a atriz Tônia Carrero publicada em 5 de janeiro de 2009 causou a demissão de um repórter. O jornal afirmava que o repórter confirmara à sua chefia que a entrevista havia sido feita dois dias antes da publicação, informação desmentida pela assessoria de imprensa da atriz. Segundo o pedido de desculpas publicado pelo jornal em 9 de janeiro, a matéria fora realizada havia um ano.

## Circulação
Em 1986, os dados do IVC informavam que o Jornal da Tarde era o mais vendido nas bancas da Grande São Paulo. O gráfico publicado comparava a venda em bancas do JT com a da Folha de S.Paulo, com o primeiro levando vantagem em todos os meses entre abril de 1985 e março de 1986. Nesse ultimo mês, a circulação dos dois periódicos em bancas disparou, mas a diferença em favor do JT aumentou: 121 mil contra 75 mil, comparados com os 66 mil e 44 mil de fevereiro.
O ano de 1990 foi o melhor da história do JT para Francisco Mesquita em entrevista dada no ano seguinte: naquele ano a publicação era o jornal mais vendido em bancas na Grande São Paulo e tinha uma tiragem média que oscilava entre 120 mil (às terças, quintas, sextas e sábados) e 190 mil (às segundas e quartas). No final dos anos 1990 o periódico passou por uma fase de queda nas vendas e tentou ocupar a lacuna deixada pelos tradicionais jornais populares paulistanos, como o Notícias Populares, extinto no início de 2001. Ao longo de 2007 o jornal viu sua circulação média diária na Grande São Paulo subir 6,8%, passando de 44,5 mil em dezembro de 2006 para 47,5 mil um ano depois. Naquele ano o jornal era o quinto em circulação na região, atrás, pela ordem, de O Estado de S. Paulo, Folha de S.Paulo, Agora e Diário de S. Paulo. Dois anos depois, o jornal decidiu concentrar as vendas apenas na Grande São Paulo, suspendendo a circulação no interior e em outros estados, a não ser por algumas cidades específicas. Com isso, sua circulação média em janeiro de 2011 foi de 42 775 exemplares, um número inferior ao de quatro anos antes, embora o jornal tenha ultrapassado o Diário, que teve circulação média de 33 761 naquele mês. Em agosto de 2012, a circulação tinha caído, novamente, para 37 778 exemplares, mas mantendo uma venda de mais de cinquenta mil exemplares às quartas-feiras, com a distribuição do "Jornal do Carro".

## Fim do jornal
Em meados de outubro de 2012, o vazamento de uma suposta mensagem de correio eletrônico interna intensificou a suspeita de que o jornal deixaria de circular em 2 de novembro. O rumor havia se iniciado alguns dias antes, quando atendentes telefônicos do Grupo Estado passaram a informar que a empresa decidira suspender as vendas de novas assinaturas do diário. O Grupo Estado, entretanto, apressou-se em desmentir publicamente a informação, embora sem informar o motivo da suspensão das assinaturas. O porta-voz da empresa, o editor de conteúdo Ricardo Gandour, disse que a informação sobre a suspensão das vendas de assinaturas, passada em seus canais de atendimento, estava equivocada. Ainda assim, o comunicado continuou a ser transmitido após esse desmentido.
A situação desagradou os profissionais da redação do jornal, já que a empresa não confirmava diretamente quais eram as suas intenções para o futuro da publicação. Na tarde do dia 23 de outubro, em uma assembleia realizada na calçada da Avenida Professor Celestino Bourroul, endereço da sede do Grupo Estado, a equipe do Jornal da Tarde, entre repórteres, editores e diagramadores, decidiu decretar estado de greve. A medida, pouco comum na história dos grandes meios de comunicação da cidade, levou ao rápido agendamento de uma audiência de conciliação no Tribunal Regional do Trabalho da 2ª Região.
No dia 29, mesma data da reunião no TRT, o Grupo Estado emitiu nota oficial, confirmando o encerramento das atividades do Jornal da Tarde. A última edição circulou em 31 de outubro. O "Jornal do Carro", que era encartado nas edições das quartas-feiras, foi incorporado ao jornal O Estado de S. Paulo.
A ilustradora Cahú trabalhou no jornal.

## Prêmios
Prêmio ExxonMobil de Jornalismo (Esso)
- 1995: Esso Especial 40 Anos de Criação Gráfica, concedido a Leão Serva, Paulo Sérgio Roberto e Ricardo Mello, pela obra "Tyson vem aí..."[61]